# 多达县
多达县（Doda district）位于克什米尔，为印度查谟和克什米尔辖县，多达县面积11,691平方公里，为查谟和克什米尔面積最大县，人口52.5万，政府驻多达（Doda）。
33°08′45″N 75°32′52″E / 33.1457°N 75.5478°E